# Västergötlands runinskrifter 76
Runinskrift Vg 76 är ristad på en runsten som står vid Backagården i Bolums socken, Falköpings kommun.

## Stenen
Runstenen står i utkanten av en öppen hagmark och ristningen är vänd mot söder. Materialet är granit och stenens höjd är 115 cm, bredden 57 cm och dess tjocklek 32 cm. Runorna är stungna med en höjd av 9-14 cm. Runbandet löper utmed stenens ytterkant och på dess övre, inramade mittyta är ett Sankt Georgskors hugget i relief. Textens budskap innehåller förutom ett brobygge en kristen bön och den translittererade inskriften följer nedan.

## Inskriften
Translitterering av runraden:
[s]uen : gislar:sun : let : gira : bro þæsa firir : sial : sina ok · [--þur sins :] þat ær : re(t) : h[-ær]ium : a͡t͡ ͡biþia : bat[ær]
Normalisering till äldre fornsvenska:
Svæinn Gislaʀsunn let gærva bro þessa fyriʀ sial sina ok [fa]ður sins. Þat eʀ rett h[v]ærium at biðja pater[noster].
Översättning till nusvenska:
Sven Gislarsson lät göra denna bro för sin och sin faders själ. Envar (här) bedja Pater (noster).